# Eutrepsia rubriplaga
Eutrepsia rubriplaga là một loài bướm đêm trong họ Geometridae.